# Jutta Velte

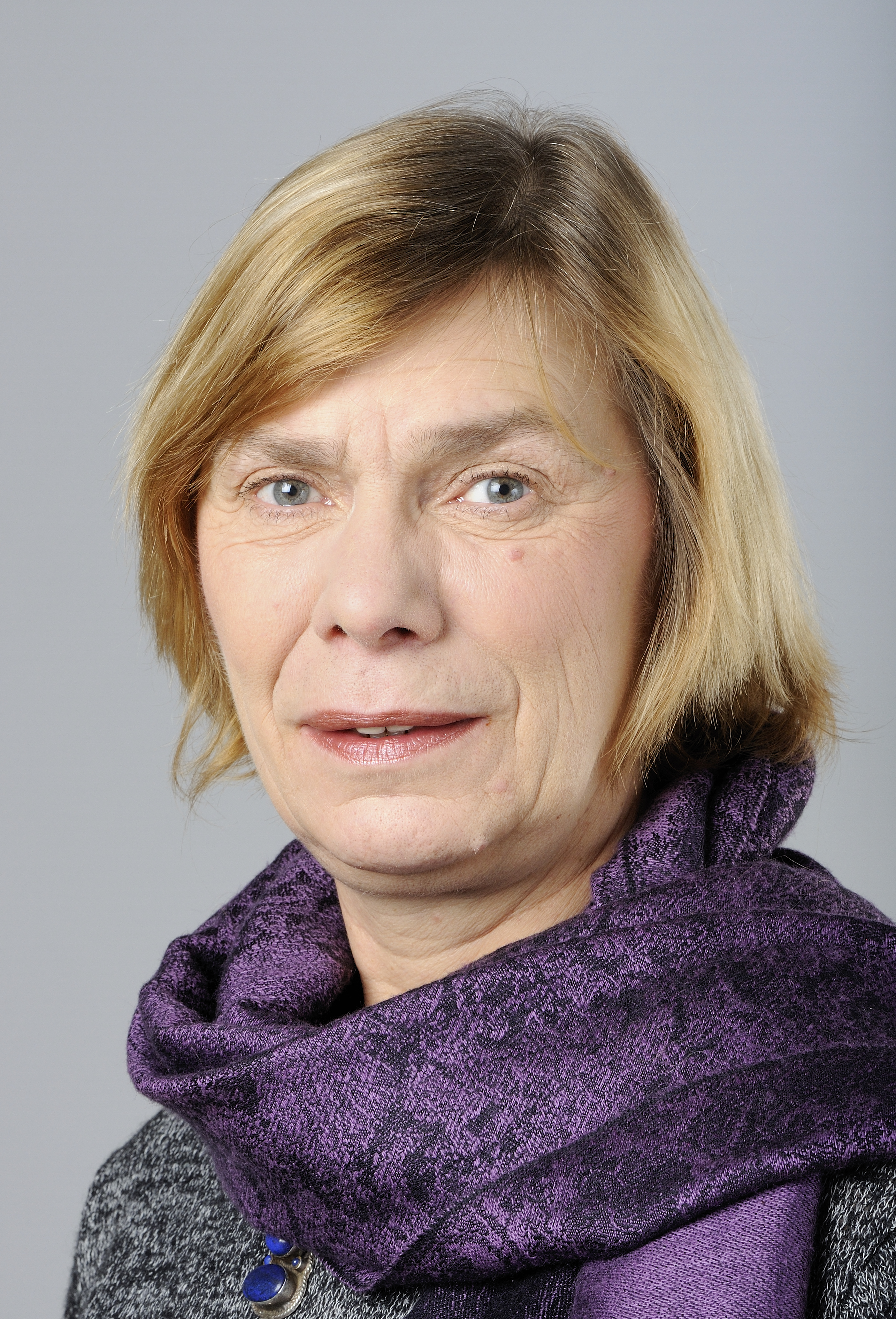
Jutta Velte (2013).

Jutta Velte (* 29. Dezember 1957 in Wuppertal) war als gewählte Abgeordnete (Bündnis 90/Die Grünen) von 2012 bis 2017 im Landtag von Nordrhein-Westfalen.

## Biografie
Jutta Velte absolvierte auf dem zweiten Bildungsweg das Abitur und schloss an der Universität Bochum ein Studium der Kommunikationswissenschaft, Biologie und Geographie an, das sie als Magistra Artium abschloss.

## Politik
Jutta Velte hat für ihre Partei ein Mandat im Rat der Stadt Remscheid inne. Bei der Landtagswahl in Nordrhein-Westfalen 2012 errang sie über die Landesliste ihrer Partei einen Sitz im Parlament, verlor diesen aber bei der Landtagswahl in Nordrhein-Westfalen 2017.